# T. I. and Power (футбольний клуб)
T. I. and Power (англ. T. I. and Power Football Club) — бутанський футбольний клуб, який виступав в А-Дивізіоні, вищому дивізіоні чемпіонату Бутану, але в 2012 році А-Дивізіон змінила Національна ліга Бутану. Домашні матчі проводить на столичному стадіоні «Чанглімітанг».

## Історія
У першому розіграші А-Дивізіону фінішували на восьмому місці. «T. I. and Power» здобув єдину перемогу над «Хелс Скул», а також двічі зіграли внічию проти «Паблік Уоркс Департмент» та «Ед'юкейшн». У національному чемпіонаті забилм одинадцять м’ячів, більше, ніж будь-яка інша команда, яка не входять до трійки лідерів, але продемонмтрували гайслабшу оборону в лізі, пропустили загалом двадцять голів. Дані про змагання, які проводилися з 1987 по 1995 рік відсутні, отож невідомо чи виступав «T. I. and Power» у вище вказаний період, але після 1995 року за відомою інформацією команда не грала.